# Grupos de Liberación Homosexual
Los Grupos de Liberación Homosexual (en francés: Groupe de libération homosexuelle; GLH) fueron grupos militantes que surgieron en las décadas de 1970 y 1980 en las principales ciudades de Francia para reivindicar derechos para las personas homosexuales.

## Historia
En 1971, un grupo de activistas creó el Frente Homosexual de Acción Revolucionaria, un movimiento radical y autónomo que reivindicó un cambio en la sociedad a favor de la homosexualidad. El FHAR celebró sus reuniones generales en la Escuela de Bellas Artes de París. Cuando en 1974 la policía prohibió el acceso a la Escuela de Bellas Artes, la FHAR desapareció de forma gradual. Los activistas decidieron reagruparse en una nueva estructura que tomó el nombre de Grupo de Liberación Homosexual (GLH), cuya primera acción fue la distribución de panfletos en el mercado de la Calle de Bretaña de París[cita requerida].
Se crearon progresivamente nuevos GLH en las principales ciudades de Francia. En su mayoría eran asociaciones de facto en torno a un activista local, sin embargo, algunos GLH, como el de Marsella, tenían estatutos de asociación de acuerdo con la Ley de 1901. El mismo acrónimo no siempre se desarrollaba de la misma manera: Grupo de Liberación Homosexual, Grupo de Lesbianas y Homosexuales, etc. Cada grupo estaba organizado de forma independiente, siendo algunos mixtos y otros no. Algunos se situaron en posiciones radicales de forma continuista con el discurso de FHAR, otros se posicionaron como grupos de discusión o reunión y otros adoptan un discurso más integracionista que la ruptura propugnada en la época del FHAR.
Estas distintas sensibilidades se exacerbaron en el seno del grupo de París, que se escindió el 14 de diciembre de 1975 en tres grupos distintos:
- El GLH-Político y Diario (GLH-Politique & Quotidien, GLH-PQ) con una orientación más radical y política.
- El GLH-Grupos de Base (GLH-Groupes de Base, GLH-GB) con una orientación más reformista y más centrada en la convivencia interna.
- El GLH-14 de diciembre (GLH-14 décembre, GLH-14XII) calificado de libertario antifeminista.[2][1]

Algunos de los fundadores de los diversos GLH eran Michel Heim (París), Jean Le Bitoux (París), Georges Andrieux (Burdeos), Alain Huet (París), Gilles Barbedette (Rennes), Pierre Gandonnière (Lyon), Jean-Paul Montanari (Lyon) y Jacques Fortin (Marsella).

## Acciones
En París, el GLH-PQ fue el grupo que consiguió la mayor visibilidad. En 1978, organizó entre el 16 y el 31 de enero la quincena del cine homosexual en el cine La Pagode. El entonces ministro de Cultura, Michel d'Ornano, prohibió la proyección de dieciete películas. Además, la noche del 27 de enero, un grupo que afirmaba ser heredero del movimiento de extrema derecha Joven Nación irrumpió en el cine y agredió a los espectadores, hiriendo al cineasta Guy Gilles. Estos eventos brindaron una amplia cobertura mediática a la acción del GLH-PQ.
En Burdeos, el GLH se creó en 1975, vinculado a la tendencia PQ de París. La amistad entre Georges Andrieux y Jean Le Bitoux, originarios de Burdeos, favorecería un llamamiento a los partidos políticos y la convergencia de los GLH en las provincias. El GLH de Burdeos empezó a publicar los Boletines GLH dirigidos a la agrupación nacional de homosexuales. Estos intercambios contribuirían al encuentro nacional de Lyon en noviembre de 1978, donde se esbozaron las Universidades de Verano Euromediterráneas de las Homosexuales, que empezarían a funcionar en 1979. El GLH de Burdeos se convirtió en el Grupo Homosexual de Burdeos (GHB) en 1979 para luego desaparecer un año después.
En Lyon, se creó un GLH en 1976 por iniciativa de Pierre Gandonnière en el campus de Bron con Jean-Paul Montanari y Alain Neddam. Se disolvió en 1978, pero volvió a crearse bajo el nombre de GILH (Grupo de Información y de Liberación Homosexual). El GILH animó la emisión del programa gay y lésbico Mauvaises Fréquentations en la radio pirata Radio Léon hasta la década de 1980.
En Rennes, un festival de cine programado en abril de 1979 en la Casa de la Juventud y de la Cultura (MJC) de La Paillette se enfrentó a las mismas prohibiciones que el festival de La Pagode en París. El GLH luego ocupó las instalaciones del MJC para continuar el festival a pesar de la prohibición.
En Marsella, el GLH organizó una universidad de verano homosexual en el verano de 1979. En esta ocasión, se creó una estructura federativa, el Comité de Urgencia Antirrepresión Homosexual, que se haría cargo de las acciones emprendidas por los diversos GLH.